# ويليام ويلموت
ويليام ويلموت هو سياسي أسترالي، ولد في 16 مايو 1895 في بوسلتون في أستراليا، وتوفي في 2 مايو 1947. نشط حزبياً في Nationalist Party (Australia) ‏. وقد انتخب عضو الجمعية التشريعية لأستراليا الغربية ‏.